# Dobkovičky
Dobkovičky jsou vesnice, část obce Velemín v okrese Litoměřice. Nachází se asi tři kilometry východně od Velemína. Vede jimi železniční trať Lovosice – Teplice v Čechách. Dobkovičky jsou také název katastrálního území o rozloze 2,55 km².

## Historie
První písemná zmínka o vesnici pochází z roku 1276.

## Obyvatelstvo
|           | 1869 | 1880 | 1890 | 1900 | 1910 | 1921 | 1930 | 1950 | 1961 | 1970 | 1980 | 1991 | 2001 | 2011 |
| --------- | ---- | ---- | ---- | ---- | ---- | ---- | ---- | ---- | ---- | ---- | ---- | ---- | ---- | ---- |
| Obyvatelé | 203  | 208  | 164  | 209  | 189  | 182  | 252  | 171  | 156  | 125  | 113  | 90   | 100  | 95   |
| Domy      | 33   | 33   | 33   | 37   | 37   | 37   | 49   | 46   | 40   | 38   | 35   | 36   | 33   | 39   |

## Kamenolom
V Dobkovičkách je těžba kamene datována poprvé kolem roku 1910, kdy zde těžbu prováděla společnost Cementárny a Vápenice Čížkovice. První úpravna kameniva s nakládkou na vagóny zde byla vybudována kolem roku 1930. Po znárodnění v roce 1948 provozovaly kamenolom Dobkovičky různé organizace a národní podniky (národní podnik Severokámen). V roce 1993 v rámci privatizace vznikla společnost Čedič Dobkovičky, s níž došlo zániku těžby. Od roku 2001 těžbu v lomu obnovila společnost Kámen Zbraslav (stav k roku 2012). Lom z větší části spadá pod Prackovice nad Labem. Přes zaniklou část kamenolomu vede dálnice D8 a nad lomem je těleso železniční tratě, poškozené v roce 2013 sesuvem půdy. V lomu se těží čedič, limity těžby ve funkční části nejsou známy.

## Pamětihodnosti
- Kaple z 19. století[6]